# Mešita al-Aksá
Mešita al-Aksá (arabsky المسجد الأقصى‎ – al-masdžid al-Aqsá – „nejvzdálenější mešita“) je název jižní samostatné mešity, která je součástí komplexu náboženských budov v Jeruzalémě, známých mezi Araby a muslimy jako al-Haram al-Qudsi aš-Šaríf (Vznešená svatyně), ačkoli celá oblast Vznešené svatyně je podle islámského zákona považována za mešitu al-Aksá. Pro židy a křesťany je pak známá jako Har ha-Bajit (Chrámová hora). Nachází se ve východním Jeruzalémě, který obsadil Izrael v roce 1967, ale je stále prohlášena za hlavní město státu Palestina. Jako náboženská stavba může pojmout asi 5000 uctívajících, celá oblast al-Aksá pak poslouží až stovkám tisíc. Vláda Izraele udělila tomuto místu vlastní samosprávu reprezentovanou muslimským koncilem Waqf, který spravuje většinu důležitých muslimských svatyní v Izraeli. Od začátku druhé intifády v roce 2000 mají nemuslimové do oblasti omezený vstup.
Mešita se dnes skládá ze sedmičlenného hypostalového sálu s několika dalšími malými sály na západ a východ od jižní části objektu. Na rozdíl od většiny hypostylových mešit tato nemá zřetelně rýsované nádvoří, pokud neuvažujeme, že celý Haram je její dvůr. Její strop tvoří stříbrná klenba zhotovená z olověných lístků, která společně se zlatou kopulí Skalního Dómu vytváří obraz Haramu v Jeruzalémě.
Samotná budova mešity al-Aksá se nazývá Džami al-masdžid al-Aqsa nebo al-Masdžid al-Qibli. Termín al-Masdžid Al-Aqsa je hlavní a nejstarší jméno pro oblast; název al-Haram al-Qudsi aš-Šarif získala až později od Mamluků.
K mešitě přináleží celkem čtyři minarety.

## Původ jména

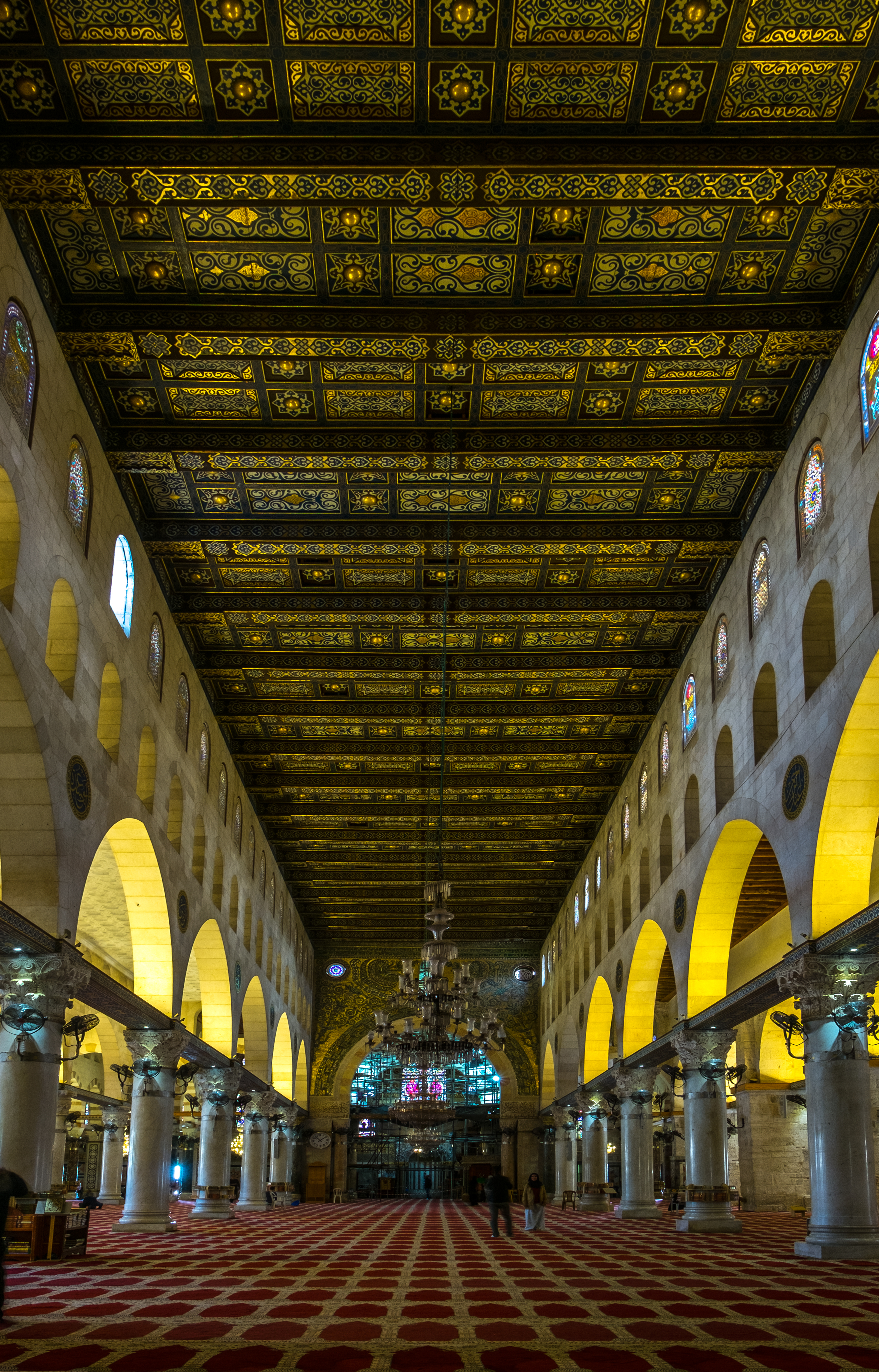
Vnitřek mešity al-Aksá

Jméno Mešita al-Aksá se překládá jako „nejvzdálenější mešita“ (podle některých překladů také jako „Vzdálená mešita“ např. podle Muhammada Asada), nebo také jako „Konec“ a je spojován s Isrá a Mi'rádž, cestou, v níž muslimové věří, že ji vykonal prorok Mohamed kolem roku 621 (konkrétně 570-632) na okřídleném oři Buráqovi, kterého mu přinesl archanděl Gabriel. O této cestě vypráví súra z Koránu, nazvaná „Noční cesta“. Podle veršů z Koránu podnikl Mohamed cestu během jediné noci a to z „Posvátné mešity“ (kterou Sunna a pozdější vykladači identifikovali jako mešitu v Mekce) do „nejvzdálenější mešity“ (al-Masdžid al-Aqsa) (která byla později ztotožněna s Jeruzalémem). Ze skály vystoupal Mohamed do nebe doprovázený Gabrielem, kde před návratem na zem přijal přikázání včetně pěti denních modliteb. Pak se vrátil zpět do Mekky, kde kázal věřícímu lidu.
Jeruzalém (nebo al-Quds) není ani jednou zmíněn v Koránu, veškeré zmínky o Jeruzalémě a jeho ztotožnění s Masdžid al-Aksá pocházejí z pozdější tradice.
Vykladač hadithu Imam Muslim oznamuje, že prorokův společník Anas ibn Malik se zmiňuje o prorokových slovech:
Přišel jsem na Buráqovi, jel jsem na něm, dokud jsme nedorazili do Bajt al-Maqdis, uvázal jsem ho tam, kde ostatní proroci a vstoupil jsem do mešity a modlil jsem se po dobu dvou Rakaah, poté jsem vystoupal do nebes.
Tento příběh se stal raison d'être pro dvě nejdůležitější islámské svatyně v Jeruzalémě, mešitu al-Aksá a Skalní dóm a byly hybnou silou muslimských ambicí vládnout městu až do dnešního dne.
V důsledku toho podal vedoucí muslimský učenec ibn Tajmíja zprávu:
| „ | Al-Masdžid al-Aqsa je jméno, které odkazuje na celou oblast masdžid postavené Sulejmanem Mírotvůrcem. Někteří lidé dnes používají termín odkazující na svatyni postavenou Umarem ibn al-Chattábem v popředí této oblasti… Když se Umar ptal Ka'aba al-Achbara: Kde postavit svatyni pro muslimy. Ka'ab odpověděl: za Skálou. Umar řekl: Ne, já ji postavím před Skálou, protože se vždy modlíme k předním zdem mešit. Proto když imámové obvykle vstupují do prostoru masdžid, shromáždí lid a vedou modlitby v domě postaveném Umarem. | “ |

Muslimský učenec at-Tabarí píše v Dějinách panovníků a králů:
| „ | Umar ibn al-Chattáb se ptal Ka'aba: Kde bychom se měli modlit? On řekl: Směrem ke Skále. Umar odpověděl: Ó, Ka'abe! Ty velebíš židovství. Ale já udělám kiblu této mešity v její přední straně, právě jako Alláhův prorok udělal kibly všech našich mešit v jejich předních stranách. | “ |

Co se týče jména, další zdroje uvádějí následující:
| „ | Původní termín al-Masdžid al-Aqsa byl užíván jako odkaz na celou oblast al-Haram al-Qudsi se všemi stavbami včetně Skalního dómu postavené Abd al-Malikem ibn Marwan v roce 72 AH (roku Hidžry, islámského letopočtu) / rok 691, který je považován za nejpozoruhodnější islámskou stavbu. Dnes je termín al-Masdžid al-Aqsa užíván také pro velkou mešitu v jižní části al-Haram al-Qudsi. Skalní dóm se nachází v srdci al-Masdžid al-Aqsa, v jihovýchodní části Starého města v Jeruzalémě, což je rozlehlá obdélníková zabírající 480 m od severu k jihu a z východu na západ asi 300 m. To představuje asi pětinu Starého města. | “ |

## Křesťanská inspirace
Oktagonální půdorys Skalního dómu má svůj původ bezesporu v byzantské inspiraci. Rovněž i další stavby na Chrámové hoře byly alespoň částečně inspirovány již stávajícími křesťanskými stavbami, např. Kubbat al-Mirádž, který připomíná nanebevzetí prorokovo. V době obsazení Jeruzaléma muslimy bylo na Chrámové hoře smetiště. Samotné centrum křesťanské komunity se soustředilo kolem Chrámu Božího hrobu. Údajně existovala kaple na Chrámové hoře za dob císaře Konstantina.

## V islámské tradici

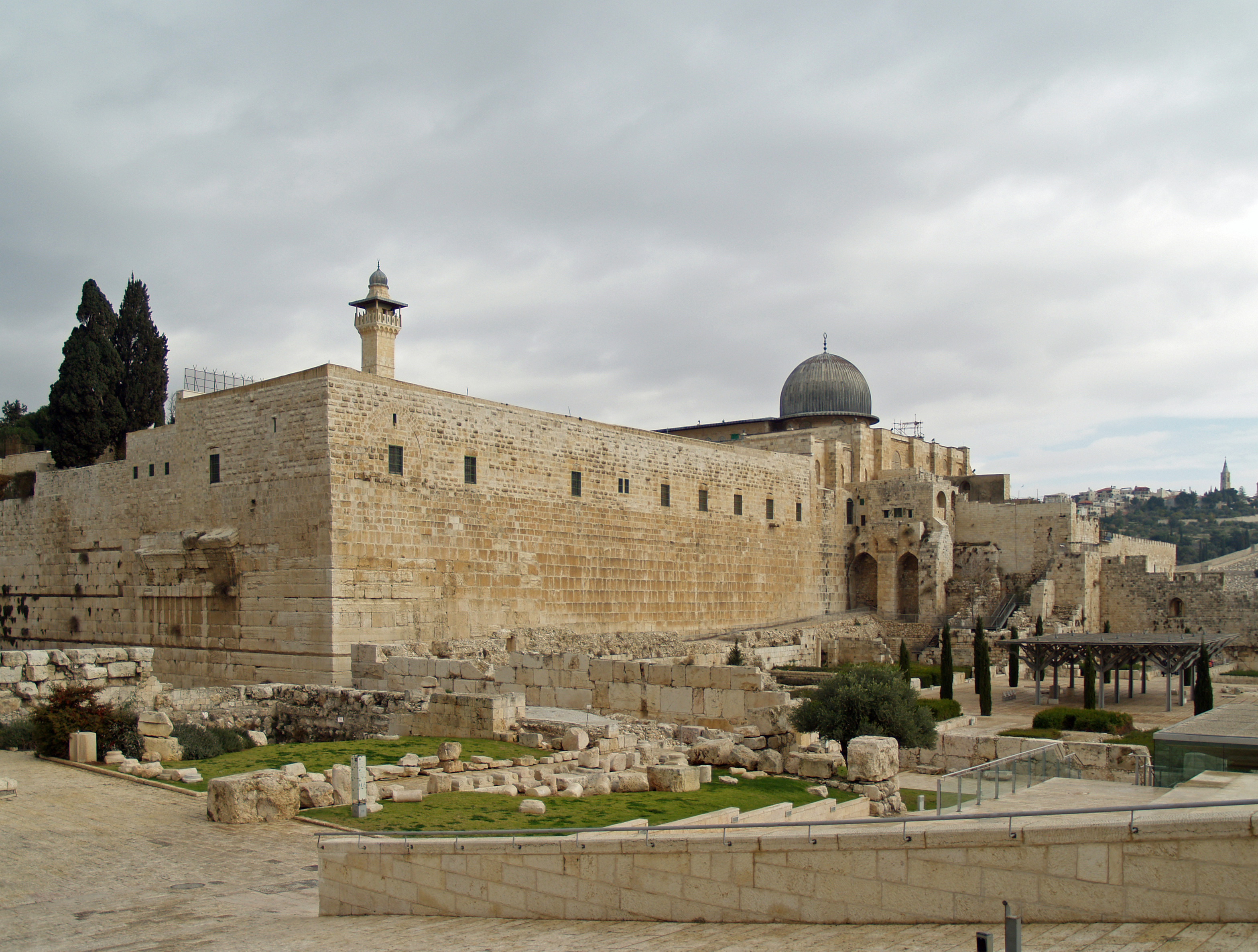
Zadní část al-Aksá

Podle učení islámu, Bůh v Koránu používá slova mešita jako označení pro místa ustanovená Abrahámem a jeho potomky jako domy pro uctívání Božích staletí před odhalením Koránu. První z nich je Masdžid al-Haram v Mekce a druhá je mešita al-Aksá v Jeruzalémě. Před Mekkou a Jeruzalémem přešlo pod muslimskou kontrolu v roce 630 až 638 místo zvané Kaaba, které bylo podle islámské tradice založeno Abrahámem (Ibráhím) a Izmaelem (Ismáíl), ale za časů Mohameda bylo používané pohany. V Jeruzalémě, kde bylo v té době nynější místo mešity al-Aksá pod nadvládou římského impéria opuštěné, měla být původní svatyně založena Jákobem (Jákúb) 40 let po tom, co jeho dědeček Abrahám založil Kaabu a byla používána i následujícími proroky, jako byli David (Dáwúd), Šalamoun (Sulejmán) a Zachariáš (Zakaríja).

### V Koránu
| „             | A přijal ji Bůh přijetím laskavým a dal jí vzrůst vzrůstem krásným; a svěřil ji Zachariášovi. A kdykoliv za ní vešel Zachariáš do svatyně, nalezl u ni potravu. I zeptal se: „Marie, odkud to máš?“ Odpověděla: „To přichází od Boha a Bůh věru uštědřuje obživu, komu chce, aniž počítá.“ | “ |
| — Korán, 3:37 | |   |

| „             | A zavolali na něj andělé, zatímco stál a modlil se ve svatyni: „Bůh ti oznamuje zvěst radostnou o narození Jana, jenž potvrdí pravdivost slova Božího a bude pánem, bude zdrženlivý, bude prorokem a jedním z bezúhonných.“ | “ |
| — Korán, 3:39 | |   |

| „             | Sláva tomu, jenž za noci přenesl služebníka Svého z Posvátné mešity do mešity nejvzdálenější, jejíž okolí jsme požehnali, abychom mu ukázali některá Svá znamení. A On věru slyšící je a jasnozřivý. | “ |
| — Korán, 17:1 | |   |

| „             | Konáte-li dobro, sami pro sebe tak činíte, a konáte-li špatné, proti sobě tak činíte. A až se vyplní slib druhý, pošleme na vás služebníky, aby vás poznamenali na tvářích a aby pronikli do chrámu, stejně jako tam vnikli poprvé, a aby zničili vše, čeho se zmocní, úplným zničením. | “ |
| — Korán, 17:7 | |   |

| „              | I vyšel Zachariáš ze svatyně k lidu svému a (Bůh) jim vnukl: „Slavte za jitra i za večera Pána svého!“ | “ |
| — Korán, 19:11 | |   |

### Vahadíth
Ve vyprávění přisuzované Qaza’ovi Maulovi se říká: Nevydávejte se na cestu vyjma tří mešit, tj. al-Masdžid al-Haram, Mešita al-Aksá, a mojí mešity. Sahih Bukhari 2:21:288
Vyprávění přisuzované Abu Dharrovi říká:
Řekl jsem: Posle Alláha, která mešita byla na zemi postavena první? On řekl: Al-Masdžid al-Haram. A já pravil: A která byla další? A on odpověděl: To byla Masdžid al-Aqsa. A já pravil: Jak dlouho (uplynulo mezi jejich výstavbou)? A on odpověděl: Bylo to 40 let. A kdykoli nastane čas k modlitbě, modlete se tam, neboť k tomu mešita jest; a v Hadíthu předneseném Abu Kamilem: „Kdykoli je čas k modlitbě, modlete se, proto mešita stojí.

## Obnovení Umarovy mešity
Před tím, než přešel Jeruzalém pod kontrolu muslimů v roce 638, bylo široce rozšířené, že Al-Aksá je totéž, co „Miqdas Dáwúd“ Davidova svatyně (tj. Jeruzalémský chrám). Když chalífa Umar ibn al-Chattáb (580-644) dostal klíč k městu od patriarchy Jeruzaléma, Sofronia, podepsal s ním smlouvu, která je známá jako Omarova smlouva. Později Umar požádal patriarchu, aby mu ukázal místo, kterému Umar říkal Masdžid Dáwúd (Davidova mešita). To bylo v Koránu (38:21) zváno Davidovou svatyní nebo modlitebním výklenkem (mihráb Dáwúd). Jednalo se o místo, které vybral David, aby na něm Šalamoun postavil Chrám. Tehdy bylo místo zpustošené a opuštěné. Patriarcha ho údajně nejprve vzal do Chrámu Božího hrobu, ale Umar se tam odmítl modlit (naopak, později měl postavit hned vedle Chrámu mešitu, která je dodnes nazývaná Umarova). Patriarcha ho tedy vzal na Chrámovou horu, kde se nacházelo smetiště. Umar pohlédl nejdříve nalevo, pak vpravo a pravil: „Alláh je Veliký, já přísahám při Jediném, který drží mou duši ve svých rukou, že toto je Davidova mešita, kterou nám popsal Jeho prorok po své Noční cestě.“ Chalífa Umar okamžitě začal s úklidem toho místa. Požádal Ka'ab al-Achbara (كعب الأحبا‎), židovského konvertitu na islám, který přišel s Umarem z Mediny, aby ho zavedl na místo, kde je posvátná Skála. Podle tradice Umar použil svých šatů k odstranění prachu ze Skály a ostatní muslimové učinili podle jeho příkladu. Po vyčištění místa odešel Umar do al-Mihrab (komory uvnitř mešity, kde obvykle stojí imám) a začal se modlit a číst Surat Sad z Koránu.

## Budování mešity
Termín „Nejvzdálenější mešita“ je považováno v islámské tradici jako jméno pro prostory Chrámové hory v Jeruzalémě, stejně jako je specifickým jménem pro mešitu nacházející se na jeho jižním okraji.
Umar chtěl místo pro modlitby, které nezasahuje do sousedních křesťanských a židovských chrámů. Toto místo na jih od skály bylo přeměněno v mešitu. Někdy mezi 687–691 chalífa Abdulmalik postavil svatyni přes posvátnou Skálu, získala tak jméno Qubbat as-Sachra, což znamená Svatyně skály (kupole nad skálou), tj. Skalní dóm. O několik let později, v letech 709–715, chalífa Al-Valíd I., syn Abdulmalika, postavil, renovoval a zvětšil mešitu jižně od Dómu a v tomto období nazval mešitu „Al-masdžid Al-Aksá“ – „nejvzdálenější mešita“.
Současná podoba samotné mešity al-Aksá je výsledkem mnoha různých výstaveb a renovací konaných povětšinou v duchu Abd al-Malika (685–705), chalífy z rodu Umajjovců, který byl zakladatelem Skalního Dómu a který započal s výstavbou mešity al-Aksá na konci 7. století. Hlavní fáze výstavby nastala během chalífátu jeho syna Al-Valída I. (709–715). Budova byla poničena několika zemětřeseními a byla zrenovovaná a zrekonstruovaná během abbásovského období chalífem al-Mahdí (775–785) a možná chalífem al-Mansúrem (754–775).
Další rekonstrukce proběhla během období fátimovců v 11. století a několik významnějších restaurací je známo během 14. a 20. století.
Zemětřesení z roku 1927 a 1936 vyžadovala téměř kompletní přestavbu mešity, který odkryl původní části mešity. Bylo přijato několik opatření, která by měla mešitu chránit před zemětřeseními, která se někdy vyskytují v této oblasti a přizpůsobit jí změně potřeb místního obyvatelstva. Forma současné struktury je v podstatě stejná od té doby, co byla zrekonstruována chalífem al-Dhahir v roce 1033. Říká se, že nezměnil nic z předchozí architektury, pouze jí zúžil na každé straně.

## Křižácká epocha
Poté, co byl Jeruzalém roku 1099 dobyt při První křižácké výpravě, byl zvolen Jeruzalemský král a mešita al-Aksá byla využívána jako jeho palác. Křižáci věřili, že byla vystavěna na místě, kde původně stál Šalamounův chrám a označují ji za Templum Salomonis (Šalamounův chrám). Kolem roku 1119 král Jeruzaléma Balduin II. také udělil prostory v jednom křídle nové skupině rytířů, kteří převzali své jméno (Templáři) právě odtud (Templum ⇒ Templars). Templáři využívali budovy jako velitelství až do té doby, než Saladin znovu převzal město v roce 1187. Templáři pak přesunuli svůj hlavní stan k severnímu pobřežnímu městu Akko, které drželi ještě dalších 100 let a po něm ještě ostrov Kypr.
Během křižácké éry byl Skalní dóm přejmenován na Templum Domini (Chrám Páně).

## Konflikty v současné době
Existovaly doby, kdy muslimské bohoslužby zahrnovaly házení kamenů dolů na židy u Zdi nářků. Některé skupiny jako Temple Mount Faithful (Věrní Chrámové hory) vyjádřily přání znovu postavit starověký Jeruzalémský chrám na Chrámové hoře, kde stojí mešita al-Aksá.
Ráno 21. srpna 1969 zničil požár jihovýchodní křídlo mešity. Oheň zničil nedocenitelnou tisíc let starou kazatelnu ze dřeva a slonoviny (minbar), která byla dovezena z Aleppy Saladinem. Dvojče této kazatelny (Saladin nechal vyrobit dvě naráz) ještě existuje v mešitě v Jeskyni patriarchů v Hebronu.
23. srpna 1969 byl Michael Dennis Rohan, australský turista, zatčen za žhářský útok na mešitu. Rohan, protestantský stoupenec evangelické sekty známé jako Chrám Boha (Church of God), byl přesvědčen, že spálením mešity al-Aksá uspíší příchod Mesiáše. Před soudem vypověděl, že jednal jako „Boží posel“ podle Jeho pokynů, v souladu se Zachariášovou knihou, a že se pokusil zničit mešitu al-Aksá, aby mohl být na Chrámové hoře znovu postaven židovský chrám. Byl hospitalizován na psychiatrii, diagnostikován jako duševně chorý, a později byl z Izraele deportován.
V roce 1984 plánovala teroristická skupina Židovské podzemí útok na mešitu al-Aksá a na Skalní dóm s cílem vyhodit obě mešity do povětří. To měli členové skupiny provést 28 náložemi, vyrobenými z výbušnin zcizených z armádních základen na Golanských výšinách. Vycvičili zvláštní skupinu, která měla útok provést. V důsledku vnitřních sporů však byla operace před svým provedením odhalena izraelskou zpravodajskou službou Šin Bet.
Intifáda al-Aksá je pojmenovaná po této mešitě (zásluhou kontroverzní návštěvy Ariela Šarona na Chrámové hoře v září 2000), stejně jako Brigády mučedníků Al-Aksá.
Izraelské úřady zaznamenaly záměr teroristické organizace Židovské podzemí (větev ultrapravicové podzemní židovské organizace Kach) vyhodit mešitu al-Aksá do vzduchu.
Někteří muslimové obvinili Izrael z oslabení zdi mešity kvůli archeologickým pracím, které začaly v roce 1967 a pokračují dodnes. V roce 2007 vypukly na krátkou dobu ze strany muslimů nepokoje kvůli renovaci přístupové rampy k Maghrebské bráně. Muslimové považují archeologické práce v okolí Chrámové hory za skrytý pokus o zničení staveb na Chrámové hoře. Archeologové z Izraelského památkového úřadu naopak protestují a argumentují, že to byl Waqf, který zahájil výkopové práce za použití těžké techniky přímo na vrcholu Chrámové hory, bez stavebního povolení, archeologického výzkumu, nebo čehokoli jiného, a zničili tak (úmyslně či neúmyslně) řadu artefaktů, některé pravděpodobně až z doby Prvního Chrámu.
Mezi lety 2021 a 2023 docházelo v okolí mešity k opakovaným incidentům vyvolávaným sympatizanty židovské krajní pravice, kteří podnikali mnohatisícové pochody k mešitě; nevoli u muslimské komunity vzbudila i zesílená ostraha a omezení přístupnosti mešity.
Podle této mešity byla pojmenovaná vojenská operace Hamásu při útoku na Izrael 7. října 2023.

## První kibla
Historický význam mešity al-Aksá je dále zdůrazněn skutečností, že muslimové měli původně ve zvyku se při modlitbě obracet se k Chrámové hoře. Je to také místo, kde Mohamed vedl první modlitbu po Isrá a Mi'rádž, tehdy vznikla kibla, směr podle kterého stáli muslimové během modlitby a zůstal tak po 16 až 17 měsíců, 6:60:13. Po zjevení psaného v Koránu se kibla otočila směrem k Mekce:
| „                    | Vídáme tě často obracet tvář svou k nebi sem a tam a obrátíme tě proto ke kible, jež se ti bude líbit. Obrať tedy tvář svou směrem k Mešitě posvátné! A kdekoliv budete, obracejte tvář svou ve směru jejím! Věru ti, jimž dostalo se Písma, vědí dobře, že to je pravda od Pána jejich přicházející. A není Bohu lhostejné, co dělají. A i kdybys přinesl těm, jimž dostalo se Písma, jakékoliv znamení, nebudou se řídit kiblou tvou a ty se nebudeš řídit kiblou jejich. A někteří z nich se ani neřídí kiblou ostatních. Budeš-li pak následovat učení jejich scestná poté, co dostalo se ti vědění, budeš věru jedním z nespravedlivých. | “ |
| — Korán, 2:144 – 145 | |   |

Podle historiků byla první kibla namířena k Jeruzalému, protože se Mohamed inspiroval u Židů a snažil se je obrátit ke svému pojetí náboženství. Po ideologické roztržce s židovstvím Mohamed otočil kiblu směrem k Mekce. Al-Haram aš-Šaríf včetně mešity al-Aksá je muslimům známá jako „První ze dvou kiblí“.
Právě kvůli změně kibly se muslimové nemodlili tváří ke Skále, ani nad nebyla postavena žádná stavba, když chalífa Umar přišel na Chrámovou horu roku 638.
Nicméně kvůli posvátnosti Chrámové hory sám chalífa Umar nechal postavit malou mešitu v jižní části plošiny. Zpočátku byla nazývána Umarovou mešitou a dnes je známá jako „Masdžid al-Aksá“. Přijal varování, aby vyhnul tomu, že bude Skála mezi mešitou a Kaabou v Mekce, protože všichni muslimové se mají modlit tváří pouze k Mekce.
Další názorný příklad, jak byl význam První kibly oslaben, uvádějí následující statě z hadithů:
| „                 | Abdullah ibn Umar praví: Lidé říkají, „Kdykoli zkoušíte zaslechnout Boží hlas, neměli byste se otáčet ke kible nebo Bait-ul-Maqdis (Jeruzalém).“ Já jsem jim řekl, „Jednou jsem vystoupal na střechu našeho domu a spatřil jsem Alláhova apoštola odpovídajícího na mou modlitbu, byl jsem tváří k Bait-il-Maqdis. '(FatehAl-Bari, strana 258, 1. vydání). | “ |
| — Hadith, 1:4:147 | |   |

## Význam mešity al-Aksá v islámské tradici
- Masdžid al-Aksá je jedním z nejposvátnějších míst islámu, protože je podle muslimů místem, kde Abrahám (praotec tzv. abrahamovských náboženství (judaismus, křesťanství, islám)) uzavřel smlouvu s Bohem a vyučoval monoteismus. Muslimové uznávají všechny proroky ctěné židovstvím i křesťanstvím a jejich posvátná místa jsou také centrální pro islámský étos. Rovněž Šalamoun, jenž postavil na Chrámové hoře první Chrám jediného Boha, byl podle islámské tradice a pojetí prorok, a je ctěný muslimy.

- Byla místem, kde Mohamed vystoupal do nebes během Isrá a Mi'rádž. (Hlavní místo, kde přijal většinu zjevení, nicméně první z nich se uskutečnila v jeskyni Hirá, kde často meditoval během prvních 40 let svého života)

- Byla první kiblou, druhým Božím domem po Kaabě v Mekce, a třetím nejposvátnějším místem islámu.

### Druhý modlitební dům na zemi
| „           | Zeptal jsem se proroka Mohameda, která byla první mešita (tj. dům k modlení) na Zemi? Posvátný dům modlitby (Masdžid al-Haram) tj. Kaaba), řekl. A který potom, zeptal jsem se. Nejvzdálenější Dům modlitby (Masdžid al-Aksá, tj. Svatý chrám), řekl. Dále jsem se zeptal, jak dlouho uběhlo mezi oběma? 40 let, odpověděl Mohamed. | “ |
| — Abu Dharr | |   |

### Třetí nejsvatější mešita a její důležitost
| „                                    | Alláhův prorok Mohamed řekl, že modlitba v Posvátné mešitě (v Mekce) má cenu 100 000 modliteb, modlitba v mé mešitě (v Medině) má cenu 1000 modliteb a modlitba v al-Masjid Al-Aksá má cenu 500 modliteb než v jakékoli jiné mešitě. | “ |
| — Sahih Bukhari cituje Abu al-Dardaa | |   |

| „                       | Abu Huraira (požehnaný Alláhem) řekl, že mluví přímo za Alláhova apoštola: Nepodnikejte cesty vyjma tří mešit, moje mešita (Medina), mešita al-Haram (Mekka) a mešita al-Aksá (Bajt al-Maqdis). | “ |
| — Sahih Muslim 007:3218 | |   |

Jako součást další tradice, založené na autoritě Maimunaha bint Sa'da, se povídá, že když byl tázán na osobu, která by byla neschopná cestovat do mešity al-Aksá, odpověděl: Posel Alláha (Mohamed) řekl, měl by učinit oběť, která by tam hořela, protože ten, kdo dává oběť mešitě al-Aksá je zároveň i ten, kdo se modlí Salát (pětidenní rituální modlitby islámu).

### Polemika proti al-Aksá uvnitř Islámu
Šíité odmítají hadíthy (tzn. veškerou ústní tradici Islámu) a všechno, co Abu Huraira říká. Za 3. nejposvátnější místo považují hrobku Imáma Alího.